# Lene Marlin

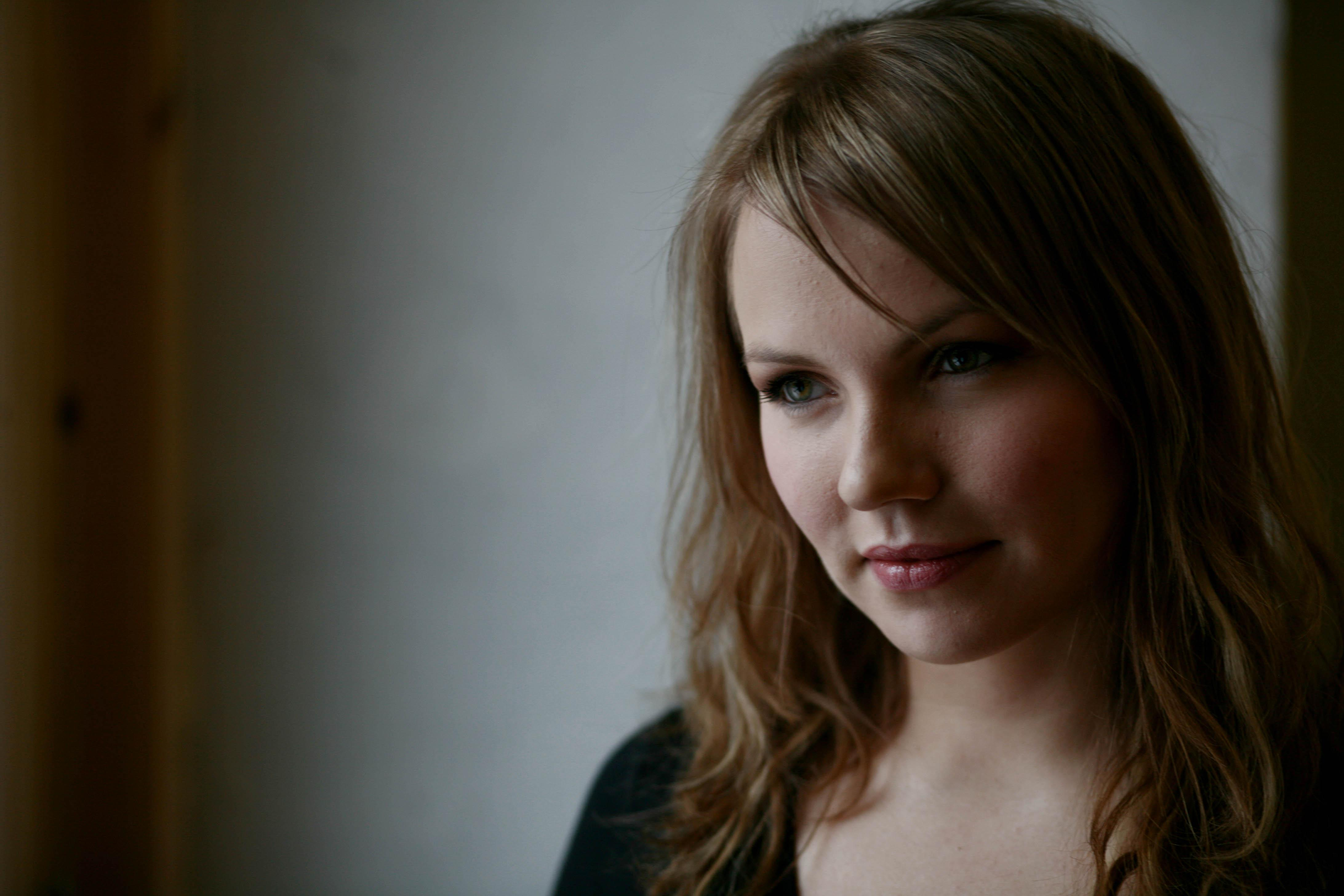
Lene Marlin (2009)

Lene Marlin (bürgerlich: Lene Marlin Pedersen) (* 17. August 1980 in Tromsø) ist eine norwegische Liederschreiberin und Pop-Sängerin.

## Biografie

### Jugend und erster Erfolg
Lene bekam im Alter von 15 Jahren ihre erste Gitarre geschenkt. Die Autodidaktin spielte zunächst selbst geschriebene Lieder für ihre Freunde und Familie. Im Sommer 1997 bekam die größte Radiostation Norwegens, NRK, eine Kassette mit Lenes Stücken zugeschickt und lud sie daraufhin zu einer Aufnahme ein. Diese Aufnahme verhalf ihr zu ihrem ersten Plattenvertrag bei Virgin.
Playing My Game ist ihr Debüt- und gleichzeitig erstes Studioalbum. Die erste Single daraus, Unforgivable Sinner, wurde ein Hit in ihrem Heimatland und hielt sich zwei Monate an der Spitze der Charts. Die nächste Single-Auskopplung, Sitting Down Here, hatte ähnlich großen Erfolg. Der Release des Albums Playing My Game wurde weltweit 1,8 Mio. mal verkauft und erreichte in mehreren europäischen Ländern Platin.
Ihr einfach gehaltener Stil, die persönlichen Texte und einprägsame Melodien führten zum Erfolg der mittlerweile in Oslo lebenden Künstlerin. Sie wurde 1999 bei den MTV Europe Music Awards als bester skandinavischer Künstler ausgezeichnet. Es folgte eine Auszeit, wobei sie sich aus der Öffentlichkeit zurückzog.
Im August 2008 gab sie bekannt, mit dem Schauspieler Kåre Conradi liiert zu sein. Sie haben gemeinsam eine Tochter (* Oktober 2020).

### Die folgenden Alben
Nach fast fünfjähriger Pause gelang ihr schließlich 2003 mit dem Album Another Day ein beachtliches Comeback. Die erste Singleauskopplung, You Weren't There, gelang in zahlreichen Ländern, darunter Norwegen, gleich in der ersten Woche der Sprung auf Platz 1. Der kommerzielle Erfolg war mit weltweit 600.000 verkauften CDs allerdings nicht so überwältigend wie bei ihrem Debütalbum.
Das dritte Album Lost In A Moment mit der Single How Would It Be erschien 2005. Das Werk blieb kommerziell gesehen hinter den beiden Vorgängern zurück. In ihrer Heimat Norwegen erreichte sie erstmals nicht Platz eins, sondern lediglich Platz vier. Allerdings erreichte Marlin solide Platzierungen in den Charts der Schweiz und Italien.
Ein Jahr später nahm sie gemeinsam mit der Schweizer Band Lovebugs das Lied Avalon auf. In der Schweiz und in Norwegen konnte sich das Lied in den Charts platzieren. Danach wurde es ruhig um die Künstlerin. Für wenig Aufsehen sorgte die Tatsache, dass sie 2007 an dem Titellied zu Rihannas Album Good Girl Gone Bad mitgeschrieben hatte. Außerdem sang sie ein Duett (All gone) mit der Band Marquess auf deren im Sommer 2008 veröffentlichten Album ¡Ya!.
Fast vier Jahre nach Lost In A Moment wurde Ende März 2009 Marlins viertes Studioalbum, Twist The Truth, in Norwegen veröffentlicht, in Deutschland erschien die LP Mitte August des Jahres. Die erste Singleauskopplung Here We Are erreichte Platz 6 der norwegischen Single-Charts und avancierte bei den dortigen Radiostationen zum meistgespielten Lied eines norwegischen Künstlers. You Could Have wurde im Juni 2009 als Download-Single ausgekoppelt. In der Folgezeit widmete sich Marlin wieder dem Liederschreiben für andere Künstler. Aus dieser Arbeit entstand das Duet Worth It mit Aleksander With, welches den dritten Platz der norwegischen Charts erreichte.

## Diskografie

### Studioalben
| Jahr | Titel            | Höchstplatzierung, Gesamtwochen, AuszeichnungChartplatzierungen (Jahr, Titel, Platzierungen, Wochen, Auszeichnungen, Anmerkungen) | Höchstplatzierung, Gesamtwochen, AuszeichnungChartplatzierungen (Jahr, Titel, Platzierungen, Wochen, Auszeichnungen, Anmerkungen) | Höchstplatzierung, Gesamtwochen, AuszeichnungChartplatzierungen (Jahr, Titel, Platzierungen, Wochen, Auszeichnungen, Anmerkungen) | Höchstplatzierung, Gesamtwochen, AuszeichnungChartplatzierungen (Jahr, Titel, Platzierungen, Wochen, Auszeichnungen, Anmerkungen) | Anmerkungen                              |
| Jahr | Titel            | DE | CH | UK | NO | Anmerkungen                              |
| ---- | ---------------- | --- | --- | --- | --- | ---------------------------------------- |
| 1999 | Playing My Game  | DE76 (6 Wo.)DE | CH45 Gold · (24 Wo.)CH | UK18 Platin · (45 Wo.)UK | NO1 ×3Dreifachplatin · (35 Wo.)NO                                                                                                 | Erstveröffentlichung: 27. April 1999     |
| 2003 | Another Day      | DE59 (3 Wo.)DE | CH32 (7 Wo.)CH | UK93 (1 Wo.)UK | NO1 (14 Wo.)NO | Erstveröffentlichung: 24. September 2003 |
| 2005 | Lost in a Moment | DE94 (1 Wo.)DE | CH33 (6 Wo.)CH | — | NO4 (7 Wo.)NO | Erstveröffentlichung: 13. Juni 2005      |
| 2009 | Twist the Truth  | — | CH67 (1 Wo.)CH | — | NO3 (9 Wo.)NO | Erstveröffentlichung: 30. März 2009      |

### Kompilationen
| Jahr | Titel                            | Höchstplatzierung, Gesamtwochen, AuszeichnungChartsChartplatzierungen (Jahr, Titel, Platzierungen, Wochen, Auszeichnungen, Anmerkungen) | Anmerkungen                          |
| Jahr | Titel                            | NO | Anmerkungen                          |
| ---- | -------------------------------- | --- | ------------------------------------ |
| 2013 | Here We Are - Historier så langt | NO15 (4 Wo.)NO | Erstveröffentlichung: 4. Januar 2013 |

### Singles als Leadmusikerin
| Jahr | Titel Album                                           | Höchstplatzierung, Gesamtwochen, AuszeichnungChartplatzierungen (Jahr, Titel, Album, Platzierungen, Wochen, Auszeichnungen, Anmerkungen) | Höchstplatzierung, Gesamtwochen, AuszeichnungChartplatzierungen (Jahr, Titel, Album, Platzierungen, Wochen, Auszeichnungen, Anmerkungen) | Höchstplatzierung, Gesamtwochen, AuszeichnungChartplatzierungen (Jahr, Titel, Album, Platzierungen, Wochen, Auszeichnungen, Anmerkungen) | Höchstplatzierung, Gesamtwochen, AuszeichnungChartplatzierungen (Jahr, Titel, Album, Platzierungen, Wochen, Auszeichnungen, Anmerkungen) | Höchstplatzierung, Gesamtwochen, AuszeichnungChartplatzierungen (Jahr, Titel, Album, Platzierungen, Wochen, Auszeichnungen, Anmerkungen) | Anmerkungen                             |
| Jahr | Titel Album                                           | DE | AT | CH | UK | NO | Anmerkungen                             |
| ---- | ----------------------------------------------------- | --- | --- | --- | --- | --- | --------------------------------------- |
| 1998 | Unforgivable Sinner Playing My Game                   | DE78 (9 Wo.)DE | — | — | UK13 (9 Wo.)UK | NO1 Platin · (18 Wo.)NO | Erstveröffentlichung: 12. Oktober 1998  |
| 1999 | Sitting Down Here Playing My Game                     | DE57 (18 Wo.)DE | AT38 (3 Wo.)AT | — | UK5 Gold · (16 Wo.)UK | NO2 Gold · (7 Wo.)NO | Erstveröffentlichung: 28. Juni 1999     |
| 1999 | Where I’m Headed Playing My Game                      | — | — | CH28 (18 Wo.)CH | UK31 (3 Wo.)UK | — | Erstveröffentlichung: 1999              |
| 2003 | You Weren’t There Another Day                         | — | — | CH74 (6 Wo.)CH | UK59 (1 Wo.)UK | NO1 (11 Wo.)NO | Erstveröffentlichung: 5. September 2003 |
| 2005 | How Would It Be Lost in a Moment                      | DE95 (1 Wo.)DE | — | — | — | NO11 (3 Wo.)NO | Erstveröffentlichung: 22. August 2005   |
| 2009 | Here We Are Twist The Truth                           | — | — | — | — | NO6 (5 Wo.)NO | Erstveröffentlichung: 13. März 2009     |
| 2013 | Is It True Hver gang vi møtes – Season 2              | — | — | — | — | NO18 (1 Wo.)NO | Erstveröffentlichung: 2013              |
| 2013 | Kanskje du behøver noen Hver gang vi møtes – Season 2 | — | — | — | — | NO18 (1 Wo.)NO | Erstveröffentlichung: 2013              |

Weitere Singles
- 2003: Another Day
- 2003: Sorry (nur in Italien)
- 2005: What If
- 2006: Still here (nur in Asien)
- 2009: You Could Have

### Singles als Gastmusikerin
| Jahr | Titel Album                   | Höchstplatzierung, Gesamtwochen, AuszeichnungChartplatzierungen (Jahr, Titel, Album, Platzierungen, Wochen, Auszeichnungen, Anmerkungen) | Höchstplatzierung, Gesamtwochen, AuszeichnungChartplatzierungen (Jahr, Titel, Album, Platzierungen, Wochen, Auszeichnungen, Anmerkungen) | Anmerkungen                                                          |
| Jahr | Titel Album                   | CH | NO | Anmerkungen                                                          |
| ---- | ----------------------------- | --- | --- | -------------------------------------------------------------------- |
| 2006 | Avalon In Every Waking Moment | CH10 (38 Wo.)CH | NO13 (1 Wo.)NO | Erstveröffentlichung: 8. September 2006 Lovebugs feat. Lene Marlin   |
| 2009 | Worth It –                    | — | NO3 Gold · (6 Wo.)NO | Erstveröffentlichung: 2009 Aleksander Denstad With feat. Lene Marlin |
| 2013 | Engler i sneen –              | — | NO7 (2 Wo.)NO | Erstveröffentlichung: 2013 Kurt Nilsen og Lene Marlin                |

## Auszeichnungen

### Auszeichnungen für Musikverkäufe
| Goldene Schallplatte - Frankreich - 2000: für die Single Where I’m Headed - Japan - 1999: für das Album Playing My Game - Neuseeland - 2000: für das Album Playing My Game - Schweden - 1999: für die Single Unforgivable Sinner - 1999: für das Album Playing My Game | Platin-Schallplatte - Europa - 2000: für das Album Playing My Game - Frankreich - 2001: für das Album Playing My Game |

Anmerkung: Auszeichnungen in Ländern aus den Charttabellen bzw. Chartboxen sind in ebendiesen zu finden.
| Land/RegionAuszeichnungen für Musikverkäufe (Land/Region, Auszeichnungen, Verkäufe, Quellen) | Gold     | Platin     | Verkäufe    | Quellen                   |
| -------------------------------------------------------------------------------------------- | -------- | ---------- | ----------- | ------------------------- |
| Europa (IFPI)                                                                                | —        | Platin1    | (1.000.000) | ifpi.org                  |
| Frankreich (SNEP)                                                                            | Gold1    | Platin1    | 550.000     | snepmusique.com           |
| Japan (RIAJ)                                                                                 | Gold1    | —          | 100.000     | riaj.or.jp                |
| Neuseeland (RMNZ)                                                                            | Gold1    | —          | 7.500       | aotearoamusiccharts.co.nz |
| Norwegen (IFPI)                                                                              | 2× Gold2 | 4× Platin4 | 185.000     | ifpi.no                   |
| Schweden (IFPI)                                                                              | 2× Gold2 | —          | 55.000      | sverigetopplistan.se      |
| Schweiz (IFPI)                                                                               | Gold1    | —          | 25.000      | hitparade.ch              |
| Vereinigtes Königreich (BPI)                                                                 | Gold1    | Platin1    | 700.000     | bpi.co.uk                 |
| Insgesamt                                                                                    | 9× Gold9 | 7× Platin7 |             |                           |

### Künstlerauszeichnungen
- 1999 Karolineprisen
- 1999 MTV Europe Music Awards: Best Nordic Act (bester skandinavischer Künstler)
- 1999 Spellemannprisen: Best Song („Unforgivable Sinner“)
- 1999 Hitaward: Best International Female Artist, Best Norwegian Female Artist, Best Norwegian Artist und Hit of the year („Unforgivable Sinner“)
- 2000 Spellemannprisen: Best Artist of the Year, New Artist of the Year, Pop Artist of the Year und Best Song of the Year („Where I’m Headed“)